# 石川元盛
石川 元盛（いしかわ もともり、生年不詳 - 徳治2年6月5日（1307年7月5日））は、鎌倉時代の武将。大和源氏の流れを汲む陸奥石川氏10代目当主。石川光長の次男。盛義、光好、義助、義衡らの父。従五位下大和守。夫人は佐原光盛の娘。
幼名は千松丸、元服後に元盛と改める。
正応4年（1291年）8月、執権北条貞時によって将軍久明親王に拝謁。上洛して入朝し、従五位下大和守に任じられる。

## 系譜
```
石川元盛┳盛義（第11代当主）
　　　　┣光好
　　　　┣義助
　　　　┣義衡
　　　　┣長女（早世）
　　　　┗五男（早世）
　　　　　
```